# JK☆ROCK
『JK☆ROCK』は、2019年4月6日に公開された日本映画である。監督は六車俊治、主演は福山翔大。バンドを解散したことで音楽への情熱を失っていた青年が、ガールズバンドの指導を行うことで再び音楽への情熱を呼び覚ましていくさまを描いていく。主題歌は映画にも出演しているガールズバンド「DROP DOLL」が担当する。
映画に登場するガールズバンド「DROP DOLL」のメンバーである桜、真緒、リナの結成前のスピンオフストーリーがカトウカナコによりコミカライズされ、第1話が2019年2月1日発売の「月刊ヒーローズ」3月号に掲載されている。なお、WEB漫画サイト「ふらっとヒーローズ」においても2018年12月25日にプロローグが配信されたのち、2019年3月1日から本編の配信が開始されている。
さらに、豊田美加によるノベライズ本が2019年2月6日に小学館より文庫本として刊行された。
2019年4月イタリアのウーディネで開催されたFar East Film Festivalのコンペ部門に選出された。
2019年12月に開催された第２回海南島国際映画祭の「イッツ・オールウェイズ・サニー」部門に選出された。

## あらすじ
かつて、2人の「JOE」が結成した「JoKers」という人気を博したロックバンドがあったのだが、人気絶頂の中、1年前に何の前触れもなく解散した。解散後、「JOE」こと香月丞は渡米し、メジャーデビューを果たす。もう1人の「JOE」こと海江田丈は、音楽を諦めて大学に進んだが、情熱が何も沸かないままの平凡な日々を過ごしていた。そんな中、かつて「JoKers」で2人の「JOE」と同じメンバーであった東海林晴信と神保昴は再び丈と音楽をやりたいと思い、知り合いのロックカフェオーナーである照雄に相談する。相談を受けた照雄はガールズバンド「DROP DOLL」を結成させ、その指導役として丈を当てさせ、丈に再び音楽に対する情熱を呼び起こさせようとする。バンドを組むことになった桜、真緒、リナの女子高校生3人は丈の厳しい指導に反感を覚えながらも、少しずつ音楽を奏でていく熱い思いを強くしていく。彼女たちを指導していくうちに、冷めていた音楽への情熱が湧き起ころうとしていた丈。しかし、「DROP DOLL」のデビューが間近に迫っていたある日、米国から帰国してきた丞が突然丈の目の前に現れる。そこで丞は「JoKers」を解散させた本当の理由を語り始める。

## キャスト
- 海江田丈：福山翔大[7]
- 香月丞：山本涼介[7]
- 東海林晴信：小林亮太
- 神保昴：熊谷魁人
- 中島桜[8]：早山千尋（DROP DOLL. チヒロ）
- 佐々木真緒[9]：結那（DROP DOLL. ユイナ）
- 吉沢リナ[10]：三宅ゆきの（DROP DOLL. ユキノ）
- 藤堂麗華：吉本実憂[11]
- 金井勇太
- 石山：橋本マナミ
- 若旦那
- 吹越満
- 本田博太郎
- 高島礼子
- 照雄：西村まさ彦

## スタッフ
- 監督：六車俊治
- 脚本：谷本佳織
- 音楽：遠藤浩二
- 音楽指導：横川雄一
- 主題歌：DROP DOLL「シークレットボイス」（徳間ジャパンコミュニケーションズ）
- 製作総指揮：影山龍司
- プロデューサー：岩城レイ子
- プロダクション統括：木次谷良助
- キャスティングプロデューサー：福岡康裕
- 音楽プロデューサー：津島玄一
- 協力プロデューサー：杉崎隆行
- 撮影：小林元（J.S.C.）
- 美術：福澤勝広（A.P.D.J）、神田諭（A.P.D.J）
- 照明：佐藤宗史
- 録音：南徳昭
- 装飾：森原毅
- 編集：柴山将成
- 記録：原田侑子
- 助監督：金沢勇大
- ラインプロデューサー：林周治
- 音楽協力：デビュン
- 配給・宣伝：ファントム・フィルム
- 宣伝協力：マンハッタンピープル
- 制作プロダクション：エース・プロダクション
- 制作協力：東映東京撮影所
- 製作：「JK☆ROCK」ビジネスパートナーズ、KAGEYAMAJUKU ENTERTAINMENT

## 書誌情報

### 小説
- 豊田美加（ノベライズ）・谷本佳織（脚本） 『JK☆ROCK』、小学館文庫、2019年2月6日発売、ISBN 978-4-09-4066043[4]